# Delage D4
La Delage D4 est une automobile développée par le constructeur français Delage, de 1933 à 1934.